# Wentworth, New Hampshire
För andra betydelser, se Wentworth (olika betydelser).
Wentworth är en kommun (town) i Grafton County i delstaten New Hampshire i USA med 911 invånare (2010).